# Lappträsk kommunvapen

Lappträsk kommunvapen

Lappträsks kommunvapen är det heraldiska vapnet för Lappträsk i det finländska landskapet Nyland. Vapnet ritades av Ahti Hammar och det godkändes av Lappträsk kommunfullmäktige den 2 april 1958. Inrikesministeriet fastställde kommunvapnet den 7 juni 1958.
Motivet är två kors bredvid varandra. Korsen symboliserar kommunens två kyrkor; den svenska kyrkan och den finska kyrkan.